# Любомир Христов (политик)
Любомир Димитров Христов е български политик от ГЕРБ, народен представител в XLII и XLIII народно събрание на България. Бил е сътрудник на Държавна сигурност.

## Биография
Любомир Христов е роден през 4 ноември 1954 г. в град Шумен. Там завършва Средното сержантско училище и служи като старшина в учебния технически дивизион на длъжност „старши оператор на радиолокационна станция“. През 1984 г. завършва задочно Висшето народно военно артилерийско училище в Шумен, специалност „Радиоелектроника“ и получава офицерско звание. Известно време продължава да служи в същия дивизион на офицерска длъжност, след което преминава в системата на МВР в Шумен. През 1999 г. специализира в Академията на МВР. Учи 2 години в академията на ФБР в Будапеща и в Полицейската академия МАПО – САЩ, Ню Мексико.
През 2022 г. декларира пред КПКОНПИ, че през 2021 г. придобива 1/2 от апартамент от 145 квадрата, 1/5 от 11 дка ниви в село Черенча, още 11 дка ниви, получени по давност, и 1/2 „Фолксваген туарег“. Цената на колата е обявена за 66 000 лв., за разлика от сумата за апартамента, която не е попълнена в декларацията, според Христов парите за него – колкото и да са те, са придобити от заплата, наем и пенсия. Доходите му от пенсия за година са 18 090 лв., или около 1500 лв. на месец. Получава годишна заплата от 55 442 лв., 28 438 лв. от наем и още 27 500 лв. рента. Съпругата му носи на година в семейния бюджет 5500 лв. пенсия и още 25 000 от рента. В банка Христов декларира че притежава 25 000 лв.

### Резидент и агент на „Държавна сигурност“
През 1983 г. е вербуван от Трето управление на Държавна сигурност (военното контраразузнаване, ВКР), вербуван на патриотична основа. В регистрационния дневник и в регистрационната бланка през 1981 г. е записан в качеството си на резидент, но в документите на ВКР от досието му в периода 1982 – 1990 г. Любомир Христов е отбелязан като агент. В периода на сътрудничество той работи като офицер във Висшето народно военно артилерийско училище „Г. Димитров“ в Шумен. Посочено е, че като агент е бил изпълнителен, инициативен, последователен, с логическо мислене. Уточнено е, че не е работил по дела и сигнали. Обучен е по въпросите на борбата с шпионажа и опазването на държавната тайна. Изключен е през ноември 1990 г., след като месец по-рано е приведен на служба в МВР. На 29 юни 2009 г. с решение №69 на Комисията по досиетата при проверката на кандидатите за народни представители в 41-вото народно събрание е уточнено, че принадлежи към Държавна сигурност.

### Служител на МВР
През 1990 г. започва работа в системата на МВР, в група „Оперативно техническа информация“ – Шумен. През периода 1992 – 1998 г. заема длъжности в служба „Национална сигурност“ – Шумен. От 1 май 1998 г. е назначен за началник регионално звено сектор „БОП“ в РДВР.
През август 2004 г. е освободен от служба в МВР, а през януари 2010 г. е назначен в сектор „БОП“ – Шумен, при ГД БОП, от март е началник на сектора. Обучаван е в школа на ФБР в Унгария и академия в САЩ. По време на службата си е награждаван многократно за постигнати високи резултати в служебната си дейност.

### Политическа дейност
На парламентарните избори през 2009 г. е кандидат за народен представител от листата на ГЕРБ в 30. МИР – Шумен, но не е избран.

#### 2013 – 2015
На предсрочните парламентарни избори през 2013 г. е кандидат за народен представител от листата на ГЕРБ в 30. МИР – Шумен и е избран за народен представител в XLII народно събрание. Като народен представител взима участие в изработването на Закона за МВР и е инициатор на законопроекта за старите столици. В края на 2013 г. е избран за общински председател на ГЕРБ в Шумен.
На предсрочните парламентарни избори през 2014 г. е кандидат за народен представител от листата на ГЕРБ в 30. МИР – Шумен и е избран за народен представител в XLIII народно събрание. Като народен представител е зам.-председател на Комисията по вътрешна сигурност и обществен ред и член на Комисията за контрол на спецслужбите.

#### 2015 – 2019
На местните избори през 2015 г. е кандидат за кмет от ГЕРБ на община Шумен. На проведения първи тур получава 13529 гласа (или 37,95%) и се явява на балотаж с кандидата на БСП Иван Иванов, който получава 6244 гласа (или 17,51%). Избран е на втори тур с 15280 гласа (или 63,96%).

#### След 2019 г.
На местните избори през 2019 г. е кандидат за кмет от ГЕРБ на община Шумен. На проведения първи тур получава 10538 гласа (или 32,35%) и се явява на балотаж с кандидата на „БСП за България“ Венцислав Венков, който получава 7172 гласа (или 22,02%). Избран е на втори тур с 12538 гласа (или 48,57%).
През ноември 2020 г. Любомир Христов внася предложение, освен заплатите на селските кметове да бъде увеличена с 20% и неговата основна заплата – от 3 000 лв. на 3 600 лв. Тогава мотивира искането си с обяснението, че от неговата заплата зависят заплатите на всички под него в администрацията, т.е. ако ще се повиши заплатата на кмета, ще се повишат и заплатите на служителите. При гласуването неговото предложение не събира необходимите 21 гласа. През декември 2020 г. Любомир Христов не внася предложението си за гласуване, но мнозинството съветници отново гласуват – да се увеличат с 20% заплатите на селските кметове, без тази на общинския кмет. След това Христов внася жалба в Административния съд и иска решението за повишаване на заплатите да бъде отменено като незаконосъобразно. През април 2021 г. Административният съд в Шумен отхвърля жалбата на кмета Любомир Христов срещу решението на Общинския съвет.
През ноември 2021 г. Любомир Христов предлага на Общински съвет – Шумен да пусне на търг терен с площ 169 декара до сметището в квартал Дивдядово, за който се твърди че има интерес от инвеститор да строи фотоволтаичен парк. С гласовете на по-голяма част на съветниците не се стига до решение за продажба, заради съмнения за строеж на терена. В крайна сметка предложението е подкрепено от общинските съветници.
През януари 2022 г. в общинския съвет се обсъжда искания от кмета 20 млн. лв. заем за асфалтиране на улиците в града и селата, тогава е критикуван от общински съветници, според които Христов цели да прибере пари чрез комисионни.
За местните избори през 2023 г. Христов е един от тримата номинирани от местната общинска организация на ГЕРБ за кандидат на партията за кмет на община Шумен. Националното изпълнително бюро на ГЕРБ и Бойко Борисов издигат кандидатурата на Георги Колев от ДПС, който губи изборите.

## Работа на делото „Килърите“
Любомир Христов получава висока оценка от министъра на вътрешните работи Цветан Цветанов при разкриването на престъпна група, извършила няколко убийства, придобила публичност като случая „Килърите“. По това време Христов е начело на Областната дирекция на МВР в Шумен, където се провежда операцията.

## Отличия
По време на службата си в МВР е награждаван многократно за постигнати високи резултати в служебната си дейност. През 1999 г. е награден с оръжие пистолет „ЧЗ“ от министъра на вътрешните работи и е повишен предсрочно в звание „подполковник от МВР“. През 2001 г. е награден с „Почетен знак на МВР“ – ІІІ степен, през 2003 г. с „Почетен знак на МВР“ – ІІ степен, а през 2011 г. с „Почетен знак на МВР“ – І степен.